# Антоније Ђурић
Антоније Ђурић (Сјеница, 21. јануар 1929 — Чачак, 15. август 2020) био је српски новинар, књижевник, историчар и публициста.

## Биографија
Гимназију је завршио у Ужицу. Због писања против комунистичког режима, робијао је седам година у сремскомитровачком затвору у исто време што и Стеван Мољевић који је преминуо у затвору, Ђуро Ђуровић, Војин Андрић, Коста Кумануди, Драгић Јоксимовић који је такође преминуо у затвору, свештеник Сава Банковић и Борислав Пекић.
После изласка из затвора, највећи део свог радног века провео је радећи као новинар у „Експрес политици”.
По његовој драми „Солунци говоре”, направљен је и истоимени телевизијски филм 1990. године а он је био сценариста филма. Био је члан Удружења књижевника Србије. Имао је редовну месечну колумну у листу „Србија” из Канаде и радио је као сарадник „Српских новина” из Чикага.
Антоније Ђурић је живео и радио у Чачку, где је и преминуо 15. августа 2020. године. Сахрањен је 18. августа на гробљу Доварје у Ужицу, поред свог оца Милорада, четника у јединици војводе Вука.

## Дела
- „Солунци говоре” (1982)
- „Крај Мораве долина наде” (1983)
- „За част отаџбине” (1985)
- „Жене-Солунци говоре” (1987)
- „Обавештајац каплар Милоје” (1990)
- „По заповести Србије” (1994)
- „Равногорци говоре” (1996)
- „Црвена куга – три тома” (2016)
- „Јуриш у поробљену отаџбину” (2016)
- „Топлички устанак” (2017)